# Олександр Гордон, 3-й граф Гантлі

Герб графів Гантлі.

Олександр Гордон — III граф Гантлі (пом. 1524) — шотландський аристократ, вождь клану Гордон, депутат парламенту Шотландії, член Таємної Ради, регент, лейтенант королівства Шотландія. Батько — Джордж Гордон — ІІ граф Гантлі. Мати — Анабелла Шотландська. Був одружений з Джейн Стюарт та з Елізабет Грей.

## Життєпис
Олександр Гордон був сином Джорджа Гордона, ІІ графа Гантлі і його другої дружини  Анабелли Шотландської.
У 1488 році, у період повстання шотландських баронів і вождів кланів проти короля Шотландії Якова III, Олександр Гордон брав участь у переговорах з королем з метою досягнення компромісу. Переговори завершились крахом. Після того як корону Шотландії отримав король Яків IV, Олександр Гордон разом зі своїм батьком — графом Гантлі в 1489 році підняв повстання проти олігархічного правління кланів Гепберн та Юм, але швидко помирився з королем.
Олександр Гордон успадкував титул і володіння свого батька в червні 1501 року і став III графом Гантлі. Він придбав значні землі протягом всієї своєї кар'єри і був фаворитом короля Шотландії Якова IV. У тому ж 1501 році Олександр Гордон отримав значні повноваження на півночі Шотландії — він став королівським комісаром у Хайленді з необмеженими повноваженнями. Метою його діяльності було покласти край війнам шотландських кланів і підпорядкування шотландських кланів королю Шотландії. Але саме його рішучі дії спровокували повстання шотландських кланів проти короля в 1501—1506 роках. Олександр Гордон очолив королівське військо направлене на придушення повстання. Він зміцнив замок Інверлохі, зробив його центром королівської влади в Хайленді. Восени 1506 року він зібрав сильний флот, на якому встановив найсучаснішу на той час артилерію. Йому вдалося взяти штурмом і зруйнувати головний центр повстанців — замок Торквіл клану МакЛауд на острові Льюїс. Придушення повстання горян забезпечило королю підпорядкування всієї території Шотландії й зміцнення королівської влади. Воно сприяло зміцненню влади графів Гантлі, які стали незамінними для короля в Хайленді.
Олександр Гордон був свідком укладення шлюбного контракту короля Шотландії Якова IV в 1503 році. У 1505 році Олександр Гордон придушував повстання на островах.
Олександр Гордон брав участь у поході шотландської армії в Англію на чолі з королем і в битві під Флодден 9 вересня 1513 року, де він командував лівим крилом шотландської армії. Не дивлячись на успіхи загонів графа Гантлі битва закінчилась повною катастрофою для Шотландії — шотландська армія була розбита, практично знищена, загинула майже вся шотландська аристократія, загинув король Шотландії Яків IV. Олександр Гордон був одним з небагатьох шотландських аристократів, які втекли під час розгрому і лишилися живими. Потім він був членом ради регентства в 1517 році під час дитинства короля Шотландії Якова V. Олександр Гордон був призначений лейтенантом королівства Шотландія (крім Аргайлу) в 1517—1518 роках. 
Олександр Гордон помер 21 січня 1524 року в Перті. У тому ж році його наступником став його онук Джордж Гордон, IV граф Гантлі.
Сестра Олександра Гордона, графа Гантлі — Кетрін Гордон була одружена з Перкіном Ворбеком— претендентом на престол Англії.

## Родина
Олександр Гордон одружився згідно шлюбного контракту 20 жовтня 1474 року з леді Джейн Стюарт — дочкою Джона Стюарта — І графа Атол та Маргарет Дуглас, що в свою чергу була дочкою Арчібальда Дугласа — V графа Дугласа. Олександр і Джейн мали дітей:
- Джон Гордон, лорд Гордон (помер 1517 року), батько Джорджа, IV графа Гантлі
- Олександр Гордон Стратавон — одружився з Джанет Грант
- Вільям Гордон — став єпископом Абердіна
- Джанет Гордон — вийшла заміж за сера Коліна Кемпбелла — III графа Аргайл
- Крістіан Гордон — вийшла заміж за сера Роберта де Мензіс

Після смерті своєї першої дружини Олександр Гордон одружився з леді Елізабет Грей — дочкою Ендрю Грея,II лорда Грей і Джанет Кіт. Шлюб відбувся після 27 липня 1511 року.